# Maicán
Maicán es una pequeña localidad del departamento San Blas de los Sauces, provincia de La Rioja, Argentina. 
Se accede a través de la Ruta Nacional 40 y luego mediante la ruta provincial que se dirige hacia el sur. 
La población es de tipo rural disperso, por lo cual no existen registros de su evolución, como unidad independiente.
La quebrada de Maicán es uno de los puntos de interés del departamento San Blas de los Sauces, si bien su potencial de explotación como recurso turístico se ve obstaculizado por el hecho de que su acceso se encuentra dentro de una propiedad privada.